# Jean-François Pedesseau
Jean-François Pedesseau, né le 5 février 1978 à Lavelanet, est un joueur français de rugby à XV. 
Il est le neveu d'Alain Estève.

## Carrière
Formé à l'Étoile sportive laroquaise dans le pays d'Olmes, en Ariège, il rejoint dès son plus jeune âge le club de l'AS Béziers où il joue au poste de pilier gauche. Il mesure 1,81 m pour 108 kg.
Co-entraîneur du RC Mirepoix en 2015.
Il joue pilier au Stade lavelanétien, sa ville natale, en 2017. En 2020, il est joueur-entraîneur.